# Qui perd gagne
Pour les articles homonymes, voir Qui perd gagne (homonymie).
Pour plus de détails, voir Fiche technique et Distribution.
Qui perd gagne (Rings on Her Fingers) est un film américain de Rouben Mamoulian sorti en 1942.

## Synopsis
Un couple d'arnaqueurs monte un plan pour escroquer de l'argent à un jeune millionnaire. Ils trouvent une jolie et naïve demoiselle chargée de le séduire. En fait, le garçon est désargenté et un réel amour naît bientôt entre eux deux.

## Fiche technique
- Titre : Qui perd gagne
- Titre original : Rings on Her Fingers
- Réalisation : Rouben Mamoulian
- Scénario : Ken Englund, d'après une histoire de Robert Pirosh et Joseph Schrank
- Adaptation : Emeric Pressburger (non crédité)
- Producteur : Milton Sperling
- Société de production : 20th Century Fox
- Musique : Cyril J. Mockridge et Alfred Newman
- Photo : George Barnes
- Montage : Barbara McLean
- Direction artistique : Richard Day et Albert Hogsett
- Décors : Thomas Little
- Costumes : Gwen Wakeling
- Pays d'origine : États-Unis
- Langue : anglais
- Format : Noir et blanc - Son : Mono
- Genre : Comédie romantique, comédie loufoque
- Durée : 86 minutes
- Date de sortie :
  - États-Unis : 20 mars 1942

## Distribution
- Henry Fonda : John Wheeler
- Gene Tierney : Susan Miller / Linda Worthington
- Laird Cregar : Warren
- Shepperd Strudwick : Tod Fenwick
- Spring Byington : Mme Maybelle Worthington
- Frank Orth : Kellogg
- Henry Stephenson : le colonel Prentiss
- Marjorie Gateson : Mme Fenwick
- George Lessey : Fenwick Sr.
- Iris Adrian : Peggy
- Harry Hayden : le conducteur de train
- Gwendolyn Logan : Mlle Calahan
- Eric Wilton : le maître d'hôtel
- William « Billy » Benedict : le vendeur de journaux
- Sarah Edwards : Mme Clancy
- Thurston Hall : M. Beasley
- Clara Blandick : Mme Beasley
- Edgar Norton : Paul
- Charles C. Wilson : le capitaine Hurley
- George Lloyd : Chick
- Kathryn Sheldon : la propriétaire
- Frank Sully, Herb Vigran : chauffeurs de taxi
- Mel Ruick : le croupier